# Laižuva
Laižuva is een plaats in de gemeente Mažeikiai in het Litouwse district Telšiai. De plaats telt 560 inwoners (2001).